# You Think
〈You Think〉는 대한민국의 음악 그룹 소녀시대의 노래이다. 소녀시대의 다섯 번째 정규 앨범 《Lion Heart》의 더블 타이틀곡 중 한 곡으로, 2015년 8월 19일 KT 뮤직을 통해 발매되었다. 작사는 조윤경, 작곡과 편곡으로는 Sara Forsberg, Dante Jones, Brandon Sammons, Denzil "DR" Remedios, Ryan S.Jhun, Jussi Ilmari Karvinen이 참여했다. 〈You Think〉의 안무는 미국의 안무가 카일 하나가미가 만들었다.

## 공연
2015년 11월 22일 서울부터 시작하는 소녀시대의 월드 투어 GIRLS' GENERATION 4th TOUR "Phantasia"에서 오프닝곡으로 〈You Think〉가 쓰였다.

## 차트
| 차트 (2015)                    | 최고 순위 |
| ------------------------------ | --------- |
| 대한민국 (가온 디지털 차트)    | 30        |
| 대한민국 (가온 다운로드 차트)  | 18        |
| 대한민국 (가온 스트리밍 차트)  | 61        |
| 대한민국 (가온 BGM 차트)       | 100       |
| 미국 월드 디지털 송스 (빌보드) | 3         |